# Vogtamt Unterbissingen
Das Vogtamt Unterbissingen war ein Vogtamt der Grafen von Oettingen mit Sitz in Unterbissingen.
Dieses Vogtamt wurde Anfang des 19. Jahrhunderts in das Oberamt Bissingen eingegliedert.
Zum Vogtamt Unterbissingen gehörten folgende Orte und Wohnplätze: Teile von Buggenhofen, Teile von Stillnau, Neutenmühle und Unterbissingen.